# ФК Ираклис
ФК Ираклис (грч. Ηρακλής) је грчки фудбалски клуб из Солуна. Тим је део Супер лиге Грчке 2, која је друга најјача професионална фудбалска лига у земљи.